# Ztracené kameny
Ztracené kameny (1250 m n. m.) jsou výrazný skalní útvar na úbočí hory Pecny v Hrubém Jeseníku v okrese Šumperk. Skála je tvořena devonským kvarcitem, pokrytým šupinkami chloritoidu.

## Přístup
Skála je přístupná po zelené turistické značce  od sedla Skřítek. Výstup je nenáročný jak turisticky, tak časově - proto jsou Ztracené kameny oblíbeným výletním místem. Z vrcholu skály je nádherný rozhled na Rýmařov, Rabštejn, Hanušovickou vrchovinu, Šumpersko, Králický Sněžník a za dobré viditelnosti až na Orlické hory.